# Gravity Rush
Gravity Rush, відома в Японії як Gravity Daze — це пригодницька відеогра 2012 року, розроблена підрозділом Team Gravity японської студії та опублікована Sony Computer Entertainment для PlayStation Vita. Gravity Rush Remastered, розроблений Bluepoint Games для PlayStation 4, був випущений у 2015 році в Японії та 2016 році на Заході. У Gravity Rush гравці керують Кет, хворою на амнезію, яка здатна маніпулювати впливом гравітації на неї, і використовує свої сили, щоб допомогти жителям Гексевіля протистояти таємничому Неві, допомагаючи його людям протистояти загрозам і розкриваючи таємницю її минулого. У ігровому процесі Кет досліджує відкритий світ Гексевіля, виконує місії для жителів міста та перемагає Неві. Навігація та бій значною мірою включають здатність Кет змінювати гравітацію.
Почавши розробку для PlayStation 3 у 2008 році під назвою Gravité, перш ніж перейти на Vita, Gravity Rush був задуманий режисером Кейічіро Тоямою до його роботи над Silent Hill і серією Siren. Команда подолала технічні труднощі завдяки геймплею та обраному апаратному забезпеченню. Світ, сюжет і художній стиль черпали з японських і західних коміксів, зокрема роботи французького художника Жана Жиро. Музику написав Кохей Танака, який працював над проектом з раннього етапу. Після випуску гра отримала загалом позитивні відгуки; похвалили художній стиль і образ Кет, але аспекти ігрового процесу та проблеми з керуванням критикувалися. Гра розійшлася тиражем 200 000 копій по всьому світу. Ремастер також отримав позитивні відгуки, акцентуючи увагу на його успішному оновленні. Продовження Gravity Rush 2 вийшло в 2017 році.

## Ігровий процес
Gravity Rush — це пригодницька відеогра, у якій гравці беруть на себе роль Кет, молодої жінки, яка може маніпулювати впливом сили тяжіння на неї, дозволяючи їй ходити по стінах і літати в повітрі. Кет пересувається відкритим світом гри Hekseville як пішки, використовуючи дороги та доріжки, так і використовуючи свої сили; активуючи здібності Кет, гравець нахиляє PlayStation Vita, націлюючи Кет і дозволяючи їй «впасти» в цьому напрямку. Кет може використовувати свої здібності, щоб ходити по вертикальних поверхнях або таких ділянках, як стелі та нижня сторона конструкцій. Гравітаційні здібності Кет пов'язані з лічильником енергії, який зменшується, коли її сили активні. Після повного виснаження сили Кет вимикаються, доки лічильник не перезарядиться.
Битва відбувається або на землі, або з Кет, яка використовує свої сили проти ворогів. На землі Кет атакує, б'ючи ворогів ногами по слабких місцях. Використовуючи свої сили, Кет може обертатися та цілитися в ці слабкі місця. Збільшення відстані до Кет перед використанням її сил збільшує кількість шкоди. Деякі здібності, що використовуються в бою, як-от здатність знаходити слабкі місця та фіксувати їх, прив'язані до таймера відновлення, який потрібно поновити перед повторним використанням.
Під час навігації Кет може знайти три типи пікапів; сині кубики, які відновлюють її енергію та дозволяють тривалий час використовувати її сили тяжіння; зелені кристали, які відновлюють здоров'я; і рожеві кристали, які є грошовою одиницею гри. Ці дорогоцінні камені отримують винагороду за виконання квестів, які дають неігрові персонажі (NPC), і їх можна використовувати для покупки та покращення нових здібностей Кет або таких атрибутів, як здоров'я та енергія. Квести включають супровід NPC, боротьбу з ворогами та доставку. Під час цих та інших типів квестів Кет може використовувати певну здатність підбирати об'єкти та носити їх із собою під час навігації по Гексевілю. У деяких областях Кет потребує навігації в розділах платформи, які надають доступ до нових здібностей, пов'язаних з історією.

## Сюжет
Гра починається з того, що хвора на амнезію Кет прокидається в Гексевіллі, плавучому місті навколо споруди під назвою Світовий стовп. Кет супроводжує таємничий кіт на ім'я Дасті; рятуючи хлопчика від гравітаційного шторму, вона виявляє, що Дасті має здатність маніпулювати впливом гравітації на неї, що дає їй змогу допомагати людям боротися з монстрами, породженими бурями, які називаються Неві. Після порятунку поліцейського Сіда, який став її другом, вона дізнається, що люди Гексевіля називають тих, хто володіє її здібностями, «перемінниками». Коли вона починає допомагати мешканцям міста, вона стикається з колегою Shifter Raven, яка бачить у ній ворога. Кет бере участь в операції зі злому Аліаса, злочинця, пов'язаного з Неві — зрештою вона перемагає його, відправляючи в сміттєдробарку, де його вбивають. Окрім цього, Кет допомагає відновити частини Гексевіля, поглинуті просторовими розломами, за допомогою Ґаде, людини, яка стверджує, що є «Творцем». Кет відновлює весь Гексевіль, незважаючи на подальше втручання Рейвена, який, очевидно, гине під час бою з Кет. Її подвиги принесли їй назву «Королева гравітації». Після поразки Аліаса та повернення останньої зниклої частини Гексевіля Кет пропонують місце в міській армії, якщо вона виконуватиме накази її командира, Юрія Жерно, але вона відмовляється.
Потім Кет зустрічає жінку, яка кинула останній лист, отриманий від свого померлого хлопця, на краю Гексевіля. Щоб знайти його, вона подорожує всередині Світового стовпа, гігантської колони, яка підтримує Гексевіль і тягнеться від неба до глибини хмар. На шляху вниз її здібності Shifter зникають, і вона стикається з Вороном, але на них нападає Нуші, гігантський Неві. Кет прокидається та опиняється в полоні в Бутуме, місті під Стовпом, де група дітей живе під захистом свого лідера Зази. Кет і Рейвен допомагають захистити дітей від Нуші, але вони дізнаються, що темне море під Бутумом повільно піднімається. Одна з дітей, Сіанея, пізніше стикається з Кет — у трансі, будучи одержимою істотою на ім'я Вартова Снів, вона виявляє себе Творцем світу через свої сни та посилає Кет у сон, де вона дізнається, що вона походить з вищої частини Світового Стовпа, де вона займала могутнє становище і страждала через великий тягар.
Повернувши частину своєї забутої сили, Кет активує корабель під назвою Ковчег, який може перевезти всіх назад до Гексевіля. Коли Ковчег спускається на воду після того, як Кет відбиває Нуші, Кет дізнається, що Рейвен спочатку була однією з дітей, які потрапили в пастку в Бутуме, і що міський староста Гексевіля Д'неліка сказав їй не повертати їх. По дорозі вгору Кет піддається виснаженню і її відлучають від Ковчега. Повертаючись до Світового Стовпа, вона отримує листа, за яким її послали від привида хлопця. Повернувшись до Гексевіля, вона виявляє, що минув цілий рік через часові спотворення, які зазнали нижні частини Світового Стовпа — під постійними атаками Неві, Гексевіль потрапив під військовий стан, а Д'неліка стала його мером. Кет змушена битися з Нуші востаннє, перш ніж його знищить посилений військовий оперативник на ім'я Юніка. Сід став частиною військових після того, як його поглинули цивільні поліцейські сили. Запропонувавши другий шанс приєднатися до військових зусиль проти Неві, Кет знову відмовляється. Тоді вчений просить її допомогти зібрати дані про Неві, але це хитрість, щоб дізнатися більше про її здібності Shifter.
Після того, як Кет прокинулася від кошмару про Аліас, вона побачила, що Сіанея знову з'явилася, хоча Рейвен та решта дітей все ще зникли безвісти. Відвідуючи мітинг разом з Ґейдом і Сідом, де Д'неліка представляє зброю, що знищує Неві, Морську Анемону, Кет відповідає на атаку Неві, і її разом із Дасті захоплює Юніка. Коли Сід намагається звільнити її, Морська Анемона — яка була побудована з ядром Неві як частина плану Д'неліки контролювати як Гексевіль, так і Неві — шаліє і починає атакувати місто. Охоронець мрій Сіанеї вирішує втрутитися і звільняє Дасті, який згодом звільняє Кет. Кет вдається пошкодити Морську Анемону, спочатку за допомогою Юніки, яка використовує свою механічну зброю, щоб пошкодити її броню; потім від Cyanea та Gade, коли вони об'єднують свої сили з силами Kat, щоб викликати Ковчег як ракету. Д'неліка активує функцію самознищення Морської Анемони, не звертаючи уваги на супутні збитки, але Кет, Рейвен і Юніка можуть зупинити її до того, як це станеться, і кинути її в Ной Гіралеон, де вона вибухає. Люди вітають Кет як свого рятівника, водночас вимагаючи відставки пораненого Д'неліки за його частину фіаско. Діти в Ковчезі залишаються в стазисі, а Сіанея каже, що вони прокинуться, щоб допомогти відновити світло у світі; Д'неліка дізнається оригінальну особу Кет через червоний кристал у його розпорядженні; і Жерно згадує пророцтво про передвістя катастрофи, що впало з верхнього світу, що стосується появи Кет.

## Розробка
Початкова концепція Gravity Rush прийшла до Кейічіро Тоями на початку його кар'єри у відеоіграх, коли він приєднався до Konami. Його початкова ідея була невизначеним образом людей, що ширяють у просторі, з подальшими концепціями та ідеями, що формуються з часом. Завдяки своїй першій роботі в Konami як режисер Silent Hill, Тояма був названий режисером ігор жахів, що привело його до роботи в Sony Computer Entertainment над серією Siren, яка розроблялася командою розробників Japan Studio. Оскільки Siren: Blood Curse наближалася до завершення, і помітивши поєднання зростаючих витрат і зменшення доходів для ігор жахів, Тояма вирішив довести свою здатність створювати дизайн за межами жанру жахів і перетворити свою концепцію Gravity Rush на відеогру. Тояма запропонував Sony Gravity Rush у квітні 2008 року як гравітаційний екшн для PlayStation 3 (PS3) під назвою Gravité. Це була назва, орієнтована на запеклих геймерів, яка буде розширена завантажуваним вмістом (DLC). Основний штат складали ветерани серії Сирен Тоями.
Повне виробництво почалося після завершення Siren: Blood Curse в середині 2008 року. Створюючи проект, команда поєднала концепції гравітаційної маніпуляції та головного героя, який летить у повітрі, а ігровий процес був натхненний досвідом Тоями з бездротовим контролером Sixaxis до роздрібного випуску PS3. Під час створення першого прототипу команда використовувала моделі персонажів із Siren: Blood Curse, щоб перевірити фізику на основі гравітації. Розробка версії для PS3 тривала між 2008 і 2009 роками, а в 2008 році за допомогою Autodesk Maya було створено концептуальне відео, щоб допомогти команді завершити художній стиль і геймплей. Команда впроваджувала контролер Sixaxis як частину ігрового процесу. Протягом 2009 року Тояма отримав інформацію про Vita, який тоді розроблявся і був відомий як «Портативний пристрій наступного покоління», щоб він міг перевірити його можливості. Вражений системою гіроскопа Vita та її потенційним застосуванням до гравітаційної дії Gravity Rush, а також підбадьорений президентом SCE Worldwide Studios Шухеєм Йосідою, Тояма вирішив перенести розробку на Vita.
Коли розроблявся проект для PS3, команда була впевнена, що зможе відповідати своєму концептуальному відео, оскільки консоль була випущена протягом двох років до початку розробки Gravity Rush, команда побачила та зіткнулася з невеликими труднощами в роботі з усталеним обладнанням. Основними проблемами, з якими зіткнулася команда, були розмір ігрового світу, кількість вмісту та те, як програмувати гру. Коли розробка перейшла до Vita, яка все ще була в розробці та не мала встановлених специфікацій апаратного забезпечення, кількість персоналу скоротилася, і команді довелося переглянути свої пріоритети, оскільки їм потрібно було допомогти продемонструвати унікальні функції платформи в грі. Спочатку очікувалося, що Vita матиме такі ж можливості, як і PS3, що дозволить команді перенести свій попередній досвід розробки. Коли вони зрозуміли, що Vita має набагато менше потужності, ніж PS3, їм потрібно було переглянути проект, що призвело до того, що їхню попередню роботу було скасовано. Труднощі з апаратними специфікаціями Vita, які все ще коливалися протягом першого року розробки, змусили Project Siren розробити гру на персональних комп'ютерах Microsoft Windows, що є рідкістю для розробників Sony. До січня 2011 року гра працювала на апаратному забезпеченні Vita, і команда зосередилася на вдосконаленні графіки та ігрового процесу. На команду розробників лягло велике навантаження, щоб створити першу назву Vita до року випуску платформи. Пізніше Тояма згадав момент, коли Vita була публічно представлена, коли Gravity Rush було оголошено як частину стартової лінійки платформи; через те, що гра страждала від невирішених проблем із частотою кадрів, Тояма відчував хвилювання щодо завершення гри.

### Дизайн
Найбільшим натхненням Тоями в ігровому процесі Gravity Rush була Crackdown, яка вплинула на систему оновлення та відкритий світ. На ранніх етапах команда планувала надати гравцям безпечні зони, у яких гравітаційні маніпуляції відбуватимуться подібно до головоломки, але відгуки гравців під час тестування призвели до застосування навігації на основі сили тяжіння до відкритого світу. Команда відкинула концепцію пошкодження при падінні. Тояма попросив команду переглянути фільм «Хенкок» як приклад «млявого» руху Кет у повітрі. Відсутність прицільної сітки або автоматичного прицілювання було включено частково, щоб зосередити увагу гравця на функціях гіроскопа Vita та запобігти тому, щоб гра була надто простою. Елементи керування на сенсорному екрані мали відігравати більшу роль у бою, але Тояма знайшов результат більш складним для контролю, тому обмежив його ухиленням. Дизайн карти, який використовував простий 2D дизайн, мав на меті полегшити навігацію для гравців, які досліджують місто з висоти, використовуючи сили Кет. Найважчим ігровим ходом для команди стала Гравітаційна гірка.
Рішення створити місто з відкритим світом призвело до того, що механіка управління гравітацією стала основою майже всіх елементів ігрового процесу. Під час раннього тестування команда створила невеликі тестові зони, такі як закриті кімнати та тунелі, спочатку визначивши, які підказки давати гравцям про те, що під час маніпулювання гравітацією. З цією метою вони включили літаючі транспортні засоби, різні архітектурні стилі з чітким верхом і низом, а також інші елементи, такі як рухи людей і те, як поводиться одяг Кет. Основною проблемою ігрового процесу було забезпечення належного виявлення зіткнень у середовищі; хоча більшість ігор мали кілька недоступних областей, у яких не було виявлення зіткнень, гравітаційна механіка означала, що гравець міг переміщатися більшою кількістю поверхонь у грі, що вимагало більшої уваги до забезпечення виявлення зіткнень для всіх поверхонь, які працювали належним чином. Протягом цього періоду команда використовувала програмне забезпечення Havok для тестування зіткнень і поведінки руйнівних елементів. Набір рухів Кет під час її навігації та бою використовував комбінацію анімованих рук і рухів на основі фізики. У грі використовувався власний PhyreEngine від Sony.
Гру було розроблено для постійної роботи зі швидкістю 30 кадрів на секунду з використанням графіки з нижчою роздільною здатністю, що забезпечує стабільну частоту кадрів і швидше завантаження середовищ. Команда працювала з Sony, щоб створити кілька графічних трюків, таких як помилкові відображення очей персонажів під час роликів у реальному часі та прозорі елементи в декораціях, щоб підтримувати високу частоту кадрів без шкоди для якості графіки гри. У фінальній грі було 300 000 полігонів на кадр, що було між стандартною кількістю полігонів для PlayStation 2 і PS3; включно з тіньовими елементами та іншими аспектами, кількість багатокутників розширилася настільки, що команда побоювалася, що вони не зможуть підтримувати стабільну частоту кадрів. У відповідь вони винайшли тип вилучення багатокутників, де кількість полігонів, прихованих іншими ближчими об'єктами, значно зменшилася, з окремими шарами вибракування як для перспективи ігрової камери, так і для її периферійної області, що було додатково вдосконалено за допомогою ігрового середовища. оклюзія. Версія цієї системи також була застосована до механізму освітлення, контролюючи, де повинні бути ефекти світла та тіні під час руху в навколишньому середовищі. Через графіку гри та обмеження її платформи для освітлення моделі персонажа було використано спеціальну систему шейдерів, щоб зберегти як реалістичне освітлення, так і затінену графіку. Ще один унікальний шейдер використовувався для пікапів гри, що надає їм напівпрозорості. Результат забезпечив якість графіки, порівнянну з PS3, оскільки технологія відбракування та шейдерів працювала над апаратними обмеженнями Vita.

### Сценарій та Стиль
Сценарій написала Наоко Сато. Основну історію та сценарій для деяких сцен написав Тояма. Основну концепцію сюжету про двох ворогуючих персонажів із подібними надздібностями було взято з коміксів 1970-х років, а Тояма порівнював сценарій із Хенкоком, Біонічною жінкою та Маджокко Мегу-тян. Перехід до Vita та врахування західного ринку гри різко вплинули на історію та презентацію гри. Щоб звернути увагу на якомога ширший ринок, наратив і презентацію було створено за зразком як японського аніме, так і західних коміксів, окрім впливу коміксів. Незважаючи на пряму зміну темного тону серії «Сирена», Тояма використав схожу передумову про втягнення головного героя в кризу в незнайомому місті. Вигадана світова мова розглядалася як ще одна потенційна проблема при зверненні до західного ринку. Центральною темою в історії було зростання Кет як персонажа через її труднощі, виступаючи як метафора та засіб для коментарів щодо сучасної класової системи та дослідження застійної світової системи. Японська назва Gravity Daze була розроблена, щоб передати передумову гри, засновану на гравітації, і створити враження дивацтва. Довгий підзаголовок мав бути вражаючим, і Тояма використовував підзаголовок для доктора Стрейнджлава для натхнення. Через кінцеві терміни виробництва команді довелося скоротити більшу частину запланованого пізніше оповідання.
Основою головного героя Тояма стали персонажі американських коміксів, наприклад Бетмен. Вибір головної героїні виявилося складним, оскільки дослідження того часу показали, що ігри з головними жіночими ролями на Заході продаються менше. Особистість Кет базувалася на власному погляді на світ і способах спілкування Тоями з людьми. Молодий вік Кет вплинув на це; у той час як молоді герої були нормою в Японії частково через культуру чистоти, яка їх оточувала, на Заході наявність молодих героїв була суперечливою з багатьох причин. Після консультацій із співробітниками Western Sony було вирішено залишити жінку Кет головною героїнею, а Сато розробив дизайн Кет, щоб вона сподобалася широкій аудиторії. Щоб зробити Кет більш привабливою, Сато вибрав прості та добре відомі сюжетні сюжети для сюжетної лінії Кет, наприклад її амнезію, розгадку головної таємниці та допомогу людям Гексевіля, а також дозволив гравцям почути внутрішні думки Кет під час розмов і сюжетних роликів. Сато значно зменшив кількість насильства з першої чернетки, зберігши сенс сюжетних сцен. Прикладом цього була сцена, де Сід натрапив на Кет, яка купалася; у той час як у грі Сід послизнувся і впав, у оригінальній чернетці Кет вдарила б його ногою, стиль фізичного гумору, поширений у японському аніме, але вважається непопулярним за кордоном. Nevi були розроблені, щоб поєднати геометричні форми з «відчуттям життя». Другорядні персонажі кота Кет і супутників ворона Рейвен мали на меті згадати історію через їх зовнішній вигляд і відсутність виразних рис.
Арт-директором Gravity Rush був Йосіакі Ямагуті, який раніше працював над серіалом Siren. Ямагуті створив початкові проекти запланованої жіночої героїні гри до створення Кет. Створюючи місто Гексевіль, Ямагуті малював безпосередньо з коміксів, використовуючи лінії для перебільшення контурів будівель і вибираючи незвичайні кольори навколишнього середовища. Основною концепцією ігрового середовища було «Живий фон», що представляє вплив коміксів гри на рухомому фоні. Ефект було створено за допомогою кількох шейдерів і різних шарів ефектів середовища. Процес був виснажливим для відносно невеликої команди, якій було призначено створення графіки. Головних героїв створив Шунсуке Сайто. Дизайн Кет відображав бажання звернутись до західних гравців; її пропорції, обличчя та волосся були реалістичнішими, ніж багато хто очікував від дизайну японських персонажів. Ключовими словами для дизайну Кет були «ніндзя», «сильна жінка» та «невідома національність». Кет переглянула кілька чернеток, і її остаточний дизайн не мав точного походження та мав екзотику, подібну до популярної жіночої героїні гри Лари Крофт. Розробками ворогів займався Такеші Ога, а проектами NPC займалася Юкіко Ітано. Концепцію гри та обкладинку створила Oga. Створюючи обкладинку, Oga працював над тим, щоб передати обстановку та елементи ігрового процесу Gravity Rush.
На стиль і кольорову графіку Gravity Rush вплинули франко-бельгійські комікси, а Тояма цитував художників Жана Жіро та Енкі Білала як пряме натхнення. Вибір дозволив поєднати реалізм і фантастичні елементи, які, на думку Ямагуті, були унікальними для стилю. Ще одним впливом на світовий дизайн став фільм «П'ятий елемент». Концепція Gravity Rush виникла зі сцени з серії графічних романів The Incal, проілюстрованих Жиро; кілька сцен показували персонажів, що падають крізь космос, сцени, які Тояма пізніше імітував у Gravity Rush. Світова культура була заснована на сучасних містах, тоді як будівлі та вулиці Гексевіля були засновані на містах Північної та Східної Європи, поєднуючи старі будівлі з сучасним транспортом. Особливий вплив мали міста Копенгаген і Амстердам. Його проектування розпочалося з того, що Світова колона була в її центрі, потім решта міста виросла навколо неї навколо концепції фіксованого періоду часу для всього міста, щоб створити цікаві місця. Розмовний діалог гри використовував сконструйовану мову, схожу на французьку; Тояма створив мову на основі роботи Жиро про bande dessinée та його спостережень, що японські дубляжі французьких фільмів здаються «природними». Сконструйована система письма, створена в основному з англійської та романізованої японської з видаленими літерами в певних місцях, використовувалася для карт, покажчиків у світі та візуальних звукових ефектів.

## Музика
Музику написав Кохей Танака, відомий своєю роботою як над аніме, так і над відеоіграми, такими як серіал Sakura Wars і Resonance of Fate. Аранжування зробили Tanaka, Keiji Inai та Yasuhisa Murase. Танака був залучений до проекту, оскільки Тояма вважав, що Танака був єдиним, хто міг пригадати оркестрові мелодії анімацій 1970-х років. Подібно до своєї роботи над серіалом Sakura Wars, Танака почав працювати над саундтреком з самого початку розробки, в результаті чого робота Танаки вплинула на розвиток ігрового процесу. Танака використовував суміш акустичного оркестру, електрогітари та баса, барабанів і саксофона; крім того, він використовував дошку Synthesound для створення більш експериментальних звуків. Замість того, щоб дотримуватися одного музичного жанру, Танака змішав жанри, щоб імітувати світ і геймплей Gravity Rush. У той час як деякі пісні були завершені та схвалені швидко, інші вимагали кількох повторень, і Танака іноді був змушений захищати свою роботу від сторонньої критики. Танака особливо турбувався про те, щоб циклічні екологічні доріжки не стали втомливими для гравців.
Кінцева тема «Douse Shinundakara» була створена Танакою та аранжована Мурасе. Тексти пісень, які використовували сконструйовану мову гри, були написані Тоямою, а тему співала Масако Тода. Тояма написав текст пісні на основі частини сценарію гри, в якій Кет переміщується через інтроспективне бачення свого минулого. На момент написання тексту робота над виробництвом не йшла гладко, і Тояма відчував розчарування та більше усвідомлював смерть після сильного землетрусу в Японії в 2011 році. Розуміючи, що смерть неминуча і що люди повинні насолоджуватися моментом, Тояма написав тексти пісень. мати на увазі це повідомлення. Тояма хвилювався під час запису через те, що слова були вигаданими, але Танака порадив Тоді заспівати пісню так, ніби вона наспівує мелодію в барі.
Офіційний реліз альбому Gravity Daze Official Soundtrack був опублікований Team Entertainment 21 березня 2012 року. Альбом отримав позитивні відгуки музичних критиків.

## Вихід гри
Гра Gravity Rush була анонсована під японською назвою Gravity Daze як частина презентації Vita, анонсована разом із такими назвами, як Uncharted: Golden Abyss і LittleBigPlanet PS Vita. Гра була випущена в Японії 9 лютого 2012 року. Гра також була випущена в материковій частині Азії наступного дня. Після випуску гри було випущено оновлення, які вирішували проблеми з графікою та поведінкою. У період з березня по квітень 2012 року Gravity Rush отримала три пакети DLC; кожен включає нове вбрання для Кет, дві побічні місії та дві складні місії.
Протягом наступних місяців Sony продовжувала просувати назву, включаючи запуск рекламного ролика за участю японського ідола та актриси Акарі Хаямі; рекламний ролик показував, що Хаямі виконує ті самі гравітаційні маніпуляції, що й Кет. Хаямі зняла рекламу після закінчення школи одного разу, хоча їй все одно довелося переодягнути новий шкільний костюм, незважаючи на те, що вона носила форму. Їй сподобалися зйомки, незважаючи на те, що її довелося підвішувати до дротів протягом кількох серій; після того, як зйомки були завершені, співробітники дали їй Vita та копію гри.
На Заході гру спочатку було анонсовано під японською назвою, яку пізніше згадували під назвою Gravity, коли її показали на Electronic Entertainment Expo 2011. Її англійську назву Gravity Rush було оприлюднено в серпні того ж року. Демо-версія гри була випущена на Заході в травні 2012 року. Гра випущена в Північній Америці 12 червня, в Європі 15 червня і в Австралії 14 червня. Один із японських пакетів DLC був випущений як бонус перед замовленням, а інші два — платні DLC після випуску.

## Gravity Rush Remastered
Ремастер високої чіткості для PlayStation 4 під назвою Gravity Rush Remastered був анонсований у вересні 2015 року; на додаток до загального оновлення назви для нової консолі, він включав усі DLC, випущені для версії Vita. Ремастер був розроблений Bluepoint Games, студією, яка заслужила репутацію високоякісних ремастерів, таких як The Ico & Shadow of the Colossus Collection. Однією з головних причин створення ремастера було бажання Тоями надати Gravity Rush ширшій аудиторії. Окрім збільшення частоти кадрів, команда змогла оновити освітлення, ефекти розмиття, відстань малювання та графічний механізм. Моделі персонажів було оновлено до типу, який використовувався в продовженні розробки гри. Гра випущена 10 грудня 2015 року в Японії; 9 лютого 2016 року в Північній Америці; і 10 лютого в Європі. В Австралії гра була випущена 3 лютого. Спочатку було оголошено як цифровий ексклюзив у Північній Америці, обмежене фізичне видання було випущено виключно через Amazon.com.

## Рецензії
Фаміцу назвав обстановку «видатною»; тоді як Джим Стерлінг із Destructoid сказав, що хоча Кет була «чарівною» героїнею, історія стала безглуздою до другої половини. Журнал Edge сказав, що ця історія є «привабливою сумішшю ексцентричних нісенітниць», надаючи захопливі сценарії для Кет, а також хвалить її за відхід від норм фізичного супергероя. Mollie L. Patterson Electronic Gaming Monthly похвалив Кет як головну героїню, тоді як Крістіан Донлан з Eurogamer високо оцінив написання, оповідання та світлий тон, використаний для розповіді історії. Лукас Салліван із GamesRadar також отримав задоволення від Кет як головної героїні та похвалив акторський склад, тоді як Ден Райкерт з Game Informer відчув, що історія швидко втратила фокус і залишила гравця в занепокоєнні. Керолін Петі з GameSpot вважає, що гра залишила надто багато таємниць без відповіді. Грегу Міллеру з IGN дуже сподобалися характеристики Кет і початкові сегменти історії, але він розділив критику Петі щодо кінця. Луїза Блейн з офіційного журналу PlayStation Magazine назвала Кет «ідеальною, чарівно неохочею героїнею», але сказала, що спроба описати історію буде схожа на «спробу пояснити п'ять сезонів Fringe одним реченням».
Говорячи про ігровий процес, Фаміцу насолоджувався відчуттям навігації містом і хвалив відчуття свободи, незважаючи на проблеми з керуванням. Стерлінгу подобалося досліджувати місто, але вважав, що бойові дії громіздкі, а цілі місії повторюються. Еджу також сподобалося досліджувати місто, і він позитивно порівняв сегменти ходьби по стіні з лазінням у Crackdown, і, незважаючи на те, що він знайшов слабкі аспекти загального геймплея та бою, не відчув, що це надто погіршило досвід. Загалом Паттерсон була позитивною, сказавши, що хоча деякі елементи здавалися недостатньо розробленими, загальний досвід був дуже приємним і змушував її бажати більшого. Донлан назвав бій «простим, але задовільним» і похвалив як дослідження, так і керування, тоді як Райкерт насолоджувався загальним дослідженням і боєм, вважаючи більшість побічних дій «основними». Петі подобалося досліджувати місто, але вважав, що бої нудні, і він відчував, що темп гри був утруднений нецікавими побічними заходами. Салліван виявив, що для освоєння деяких аспектів схеми керування потрібен деякий час, але загалом геймплей сподобався. Міллер похвалив ігровий процес, заснований на гравітації, але назвав деякі пізніші місії розчаруваннями. Блейн похвалив елементи керування та вважав ігровий процес, заснований на гравітації, загалом цікавим.
І Фаміцу, і Едж похвалили візуальні ефекти; Едж однозначно назвав їх стилістичною сумішшю «[Studio] Ghibli-meets-[Charles] Dickens». Салліван також позитивно порівняв і музику, і візуальні ефекти з роботою Studio Ghibli. Його єдине попередження полягало в тому, що це не для людей, які страждають від заколисування. Паттерсон високо оцінив художній стиль коміксів, технічну досконалість і музику, назвавши останню «гарно створеною, [відповідною] фантастичному сеттингу». І Донлан, і Райкерт похвалили загальну естетику та структуру ігрового світу. Петі похвалив стиль коміксів у кат-сценах і назвав загальне візуальне зображення «прекрасним». Міллер похвалив саундтрек і візуальні ефекти, але виявив, що дистанція промальовування була надто малою. Блейн позитивно відзначив структуру міського середовища гри та похвалив катсцени.
Оглядаючи азійський англійський випуск Remastered, Джош Толентіно з Destructoid високо оцінив технічне оновлення, незважаючи на те, що це все ще явно гра Vita, але розкритикував відсутність нового вмісту. Паттерсон, знову рецензуючи для Electronic Gaming Monthly, повторила свою похвалу оригінальній грі та сказала, що оновлення до PS4 і технічні оновлення зробили для неї досвід ще кращим. Марті Сілва з IGN сказав, що художній стиль гри та плавна частота кадрів дозволили їй зберегти свої позиції, незважаючи на її вік, але не сподобалися параметри керування рухом. Він назвав це найкращим способом випробувати Gravity Rush. Джастін Тоуелл з GamesRadar також похвалив ремастеринг, зазначивши його графіку та покращене відчуття масштабу, але критикуючи постійні труднощі з камерою, які виникли в оригіналі. Олі Велш, який писав для Eurogamer, похвалив Remastered як один із кращих результатів Bluepoint Studio, похваляючи його візуальні та технічні оновлення, незважаючи на спрощений дизайн, який ускладнює досвід. Пітер Браун з GameSpot також високо оцінив оновлення графіки.

## Продажі
Після свого дебюту в Японії Gravity Rush посіла друге місце в ігрових чартах, продавши понад 43 400 одиниць і поступившись за назвою PlayStation Portable (PSP) Genso Suikoden: Tsumugareshi Hyakunen no Toki. Незважаючи на вдалий старт для гри, продажі Vita впали порівняно з попереднім тижнем і відставали від PSP і Nintendo 3DS. До березня гру було продано понад 100 000 одиниць у регіоні, включаючи як цифрові завантаження, так і фізичні поставки. Хоча точних цифр не було надано, продажі в материковій Азії також були позитивними. У Сполученому Королівстві Gravity Rush посіла дев'яте місце в «10 найкращих індивідуальних платформах Великобританії» за тиждень після випуску. До серпня 2012 року Gravity Rush було продано 200 000 одиниць по всьому світу.
Gravity Rush Remastered досягла десятого місця в чартах із трохи більше ніж 25 000 проданих одиниць. Незважаючи на низький рівень порівняно з іншими дебютами того тижня, його статус ремастера з кількома доповненнями враховує цю цифру. Інша оцінка продажів поставила гру на тринадцяте місце з трохи менше 20 000 одиниць. У Сполученому Королівстві гра не потрапила до 20 найпопулярніших ігор того тижня, незважаючи на нижчу ціну, ніж інші нові випуски, посівши тридцять четверте місце.

## Продовження
Кейчіро Тояма висловив зацікавленість у розробці продовження Gravity Rush. Після отримання нагороди Tokyo Game Show 2012 TGS «Гра року» та отримання привітань від шанувальників Тояма сказав: «Я докладу всіх зусиль для продовження». Продовження під назвою «Gravity Rush 2» було анонсовано на прес-конференції Sony TGS 2015. і був випущений у Сполучених Штатах у 2017 році для PlayStation 4.
Після випуску Kat було додано до списку Everybody's Golf 6 як вміст для завантаження. Кет, Ворон, Псевдонім і Юніка були додані як набір костюмів для LittleBigPlanet 2, LittleBigPlanet PS Vita та LittleBigPlanet Karting. Кет — це ігровий персонаж у PlayStation All-Stars Battle Royale, доступний як вміст для завантаження. і знявся в епізодичній ролі в Astro's Playroom (2020).

## Екранізація
Повідомлялося, що кіноадаптація, знята Анною Мастро за сценарієм Емілі Джером, розробляється PlayStation Productions і Scott Free Productions.